# Prinquiau
Prinquiau település Franciaországban, Loire-Atlantique megyében. Lakosainak száma 3557 fő (2022. január 1.). Prinquiau Besné, Campbon, La Chapelle-Launay, Donges és Pontchâteau községekkel határos.

## Népesség
A település népességének változása:
| Lakosok száma | 1214 | 2009 | 2175 | 2674 | 3382 | 3499 | 3459 | 3474 | 3476 | 3557 |
|               | 1968 | 1982 | 1990 | 2006 | 2013 | 2015 | 2017 | 2019 | 2020 | 2022 |